# Полтавский, Иван Иванович
Ива́н Ива́нович Полта́вский (24 сентября 1928 — 15 июня 2017) — советский передовик производства, бригадир комплексного механизированного звена, Ростовская область, Герой Социалистического Труда.

## Биография
Родился 24 сентября 1928 года в хуторе Дудкино Красносулинского района Ростовской области.
Учился в школе, помогая родителям по хозяйству. С 16 лет работал штурвальным на комбайне. Учился в Константиновской школе механизации, закончив её с отличием. В 1946 году вернулся в родной колхоз дипломированным механизатором широкого профиля. Два года работал трактористом, применяя полученные знания на практике.
Затем были четыре года службы в армии. Вернулся в колхоз и сразу окунулся в заботы земледельцев. Пахал, сеял, косил, молотил, «пробовал себя на кукурузе». Проявил способности. Колхозники избрали его бригадиром комплексной бригады.
Иван Иванович понял, что будущее принадлежит не бригаде, а звеньевой организации труда и начал настойчиво бороться за звено. В 1964 году в колхозе появилось (это было первое в районе) комплексное механизированное звено. Через год в бригаде их стало три, одно из которых возглавил И. И. Полтавский. В 1973 году звено Полтавского с площади 788 га получило 29,7 центнеров зерна с каждого гектара (урожайность в семеноводческой бригаде колхоза составила 30 центнеров). Коллектив перевыполнил задание по производству семян подсолнечника и кукурузного зерна. А вскоре все хозяйство перешло на аккордно-премиальную систему.
Член КПСС, в 1976 году Полтавский был избран делегатом XXV съезда КПСС.
Выйдя на заслуженный отдых, И. И. Полтавский продолжал вести общественную работу.
Проживал в хуторе Садки, Красносулинского района, Ростовской области.
Умер 15 июня 2017 года. Похоронен на кладбище х. Садки.

## Награды и звания
- За большие успехи, достигнутые во Всесоюзном социалистическом соревновании, и проявленную трудовую доблесть в выполнении принятых обязательств по увеличению производства и продажи государству зерна и других продуктов земледелия в 1973 году Президиум Верховного Совета СССР Указом от 7 декабря 1973 присвоил звание Героя Социалистического Труда Полтавскому И. И. с вручением Ордена Ленина и Золотой медали «Серп и Молот».
- В 2002 году И. И. Полтавский удостоен звания «Почетный гражданин города Красный Сулин».